# Trebaseleghe
Trebaseleghe es una localidad y comune italiana de la provincia de Padua, región de Véneto, con 11.928 habitantes.

## Evolución demográfica
| Gráfica de evolución demográfica de Trebaseleghe entre 1861 y 2001 |
|                                                                    |
| Fuente ISTAT - elaboración gráfica de Wikipedia                    |